# 陸恢

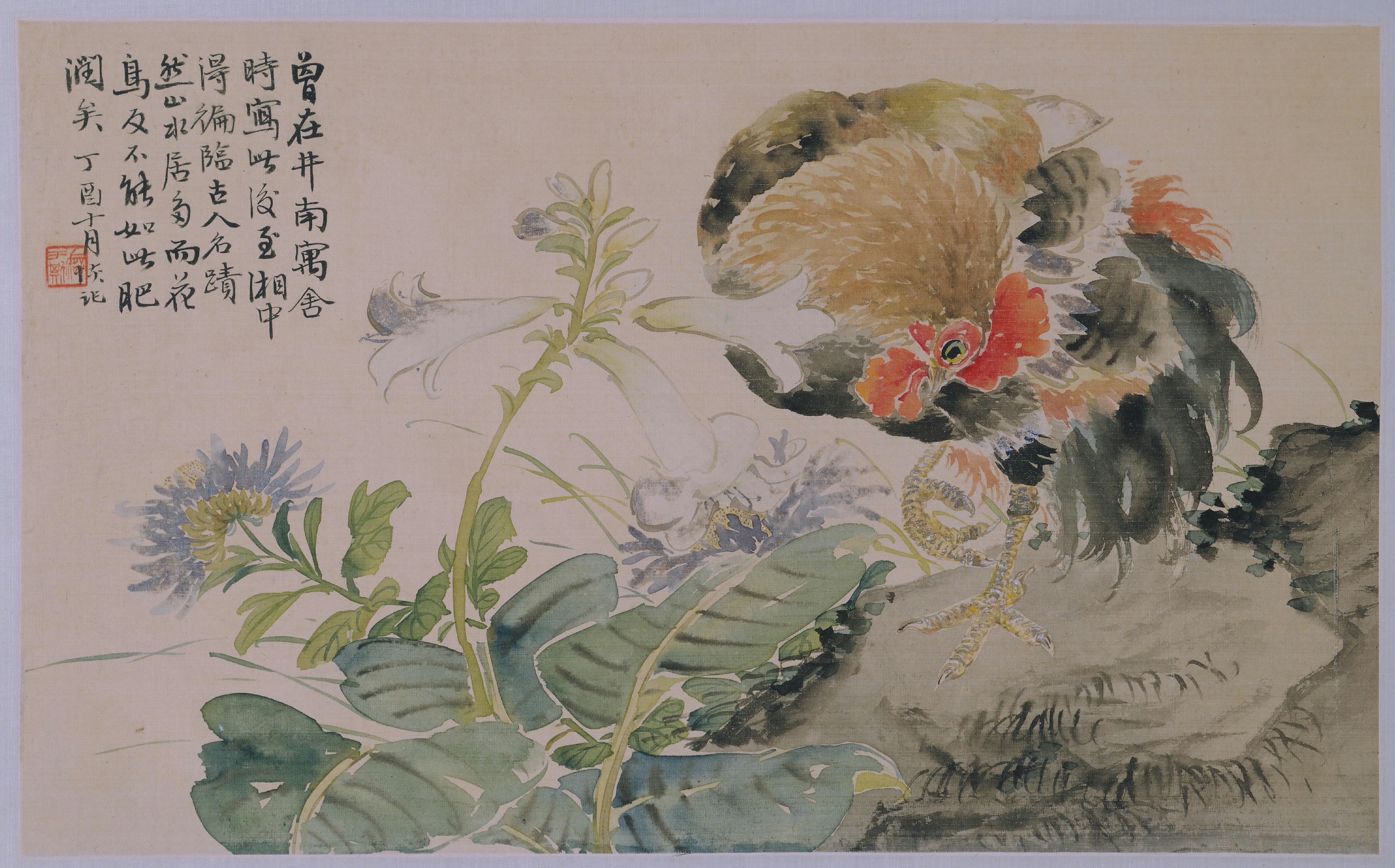
陆恢《雄鸡图》（北京故宫博物院藏）

陆恢（1851年—1920年），原名友恢，一名友奎，字廉夫、狷盫，号狷叟、破佛盫主人，清末民初畫家，擅長山水、花鳥、人物等各類國畫。

## 生平
陆恢原籍吴江，居吴县，年輕時師從夏之鼎的學生刘德六，師法王石谷，後來又隨陶诒孙學畫，師法董其昌。他曾當過吴大澂的幕僚，吴大澂的藏品開闊了陸恢的眼界。
陸恢參加過上海萍花书画会、怡园画社、海上题襟馆金石书画会、上海书画研究会等許多画社，但並非海派画家，而是吴门畫派的代表人物。民國初年他已是中國南方畫界的巨擘，有著嚴格的收徒標準，一生所收弟子僅有六人，即沈雪庐、顾墨畦、樊少云、陈摩、黄裳吉、宗履谷。